# Uzaki-čan wa asobitai!
Uzaki-čan wa asobitai! (japonsky 宇崎ちゃんは遊びたい！) je japonská manga, kterou píše a kreslí Take. Niconico Seiga ji publikuje od prosince 2017 prostřednictvím svých webových stránek Dra Dra Sharp. K březnu 2021 vydalo Fudžimi Šobó sedm svazků. V Severní Americe je manga licencována nakladatelstvím Seven Seas Entertainment. Anime seriál, o jehož produkci se postaralo studio ENGI, byl premiérově vysílán od července do září 2020. Byla oznámena druhá řada, která by měla mít premiéru v roce 2022

## Příběh
Hana Uzaki je nadšená z toho, že navštěvuje stejnou univerzitu jako její bývalý spolužák ze střední školy, Šin’iči Sakurai. Po roce pozorování jeho lenošení však dochází k závěru, že se z něho stal samotář a rozhodne se tak s ním trávit co nejvíce času. Chtěla by, aby Šin’iči zažil co nejvíce zábavy. Mnohdy ho tak pronásleduje jako otravný škůdce.

## Postavy
- Hana Uzaki (japonsky 宇崎花, Uzaki Hana)

Dabing: Naomi Ózora
- Šin’iči Sakurai (japonsky 桜井真一, Sakurai Šin’iči)

Dabing: Kendži Akabane
- Ami Asai (japonsky 亜細亜実, Asai Ami)

Dabing: Ajana Taketacu
- Icuhito Sakaki (japonsky 榊逸仁, Sakaki Icuhito)

Dabing: Tomoja Takagi
- Mistr (japonsky マスター, Masutá)

Dabing: Jósuke Akimoto
- Cuki Uzaki (japonsky 宇崎月, Uzaki Cuki)

Dabing: Saori Hajami

## Média

### Manga
Mangu Uzaki-čan wa asobitai! píše a kreslí Take. Niconico Seiga ji publikuje od 1. prosince 2017 prostřednictvím svých webových stránek Dra Dra Sharp. Kapitoly jsou vydávány ve svazcích mangy, přičemž první z nich byl vydán 9. července 2018. K 6. srpnu 2021 vydalo Fudžimi Šobó sedm svazků. V Severní Americe vydává sérii nakladatelství Seven Seas Entertainment, a to od 17. září 2019.

#### Seznam svazků
| Č. | Datum vydání     | ISBN                                                       |
| -- | ---------------- | ---------------------------------------------------------- |
| 1  | 9. července 2018 | 978-4-04-072779-0                                          |
| 2  | 8. února 2019    | 978-4-04-073095-0                                          |
| 3  | 9. července 2019 | 978-4-04-073260-2                                          |
| 4  | 7. února 2020    | 978-4-04-073499-6                                          |
| 5  | 9. července 2020 | 978-4-04-073712-6 ISBN 978-4-04-073713-3 (speciální edice) |
| 6  | 9. března 2021   | 978-4-04-074013-3                                          |
| 7  | 6. srpna 2021    | 978-4-04-074205-2                                          |

### Anime
Dne 3. února 2020 společnost Kadokawa oznámila, že je ve výrobě televizní anime seriál. Animovalo jej studio ENGI a režíroval Kazuja Miura. O scénář se postaral Takaši Aošima, postavy navrhl Manabu Kurihara a hudbu složil Satoši Igaraši. 12 dílů seriálu bylo premiérově vysíláno od 10. července do 25. září 2020 na televizní stanici AT-X a dalších. Úvodní znělku „Nadamesukashi Negotiation“ (japonsky なだめスかし Negotiation) nazpívaly Kano a Naomi Ózora, která v ní dabovala postavu Hany Uzakiové. YuNi ztvárnila závěrečnou znělku, kterou se stala píseň „Kokoro Knock“ (japonsky ココロノック, Kokoro nokku).
Dne 3. července 2020 společnost Funimation během konvence FunimationCon oznámila, že získala práva na distribuci seriálu a plánuje jej streamovat na svých webových stránkách v Severní Americe a na Britských ostrovech. V Austrálii a na Novém Zélandu se o jeho distribuci stará AnimeLab. Dne 10. září 2020 Funimation ohlásilo, že plánuje seriál vydat v anglickém znění. První díl měl premiéru následujícího dne.
Dne 25. září 2020 bylo po odvysílání finální epizody první řady oznámeno, že seriál získal druhou řadu. Ta by měla mít premiéru v roce 2022.

#### Seznam dílů

##### První řada (2020)
| Č. v seriálu | Č. v řadě | Původní název                                                  | Režie                            | Scénář          | Premiéra v Japonsku |
| ------------ | --------- | -------------------------------------------------------------- | -------------------------------- | --------------- | ------------------- |
| 1            | 1         | Uzaki-čan wa asobitai! 宇崎ちゃんは遊びたい！                  | Šin'iči Fukumoto                 | Takaši Aošima   | 10. července 2020   |
| 2            | 2         | Masutá wa kaimamitai! マスターは垣間見たい！                   | Šunsuke Fukui                    | Kendži Sugihara | 17. července 2020   |
| 3            | 3         | Asai ojako wa mimamoritai! 亜細親子は見守りたい！              | Šin'iči Fukumoto                 | Jasunori Jamada | 24. července 2020   |
| 4            | 4         | Renkjú wa iššo ni asobitai! 連休は一緒に遊びたい！             | —                                | Takamicu Kóno   | 7. srpna 2020       |
| 5            | 5         | Šin'jú ni osekkai šitai! 親友におせっかいしたい！              | Šin'iči Fukumoto                 | Kendži Sugihara | 14. srpna 2020      |
| 6            | 6         | Nacuda! Umida! Ki mo dame šitai! 夏だ！海だ！きもだめしたい！  | —                                | Jasunori Jamada | 21. srpna 2020      |
| 7            | 7         | Neko kafe to izakaja de asobitai! 猫カフェと居酒屋で遊びたい！ | Jošicugu Kimura                  | Takamicu Kóno   | 28. srpna 2020      |
| 8            | 8         | Futari de hanabi o miagetai! 二人で花火を見上げたい！          | Juki Kanezawa a Šin'iči Fukumoto | Takaši Aošima   | 4. září 2020        |
| 9            | 9         | Uzaki cuki wa tokimekitai? 宇崎月はときめきたい？              | —                                | Jasunori Jamada | 11. září 2020       |
| 10           | 10        | Tottori de asobitai! 鳥取で遊びたい!                           | Fumio Itó                        | Takamicu Kóno   | 18. září 2020       |
| 11           | 11        | Sakurai mo asobitai? 桜井も遊びたい?                           | —                                | Kendži Sugihara | 25. září 2020       |
| 12           | 12        | Uzaki-čan wa motto asobitai! 宇崎ちゃんはもっと遊びたい！      | Šin'iči Fukumoto                 | Takaši Aošima   | 10. července 2020   |

### Ostatní
Japonský červený kříž používal mezi lety 2019 a 2020 obrázek Hany, aby propagoval dárcovství krve. Autor mangy Take také daroval svou krev.

## Přijetí
V roce 2018 se manga umístila na seznamu 20 nejlepších internetových mang na Da Vinci Magazine a získala cenu Cugi ni kuru, kterou předává Niconico.